# Martinskirche (Ailringen)

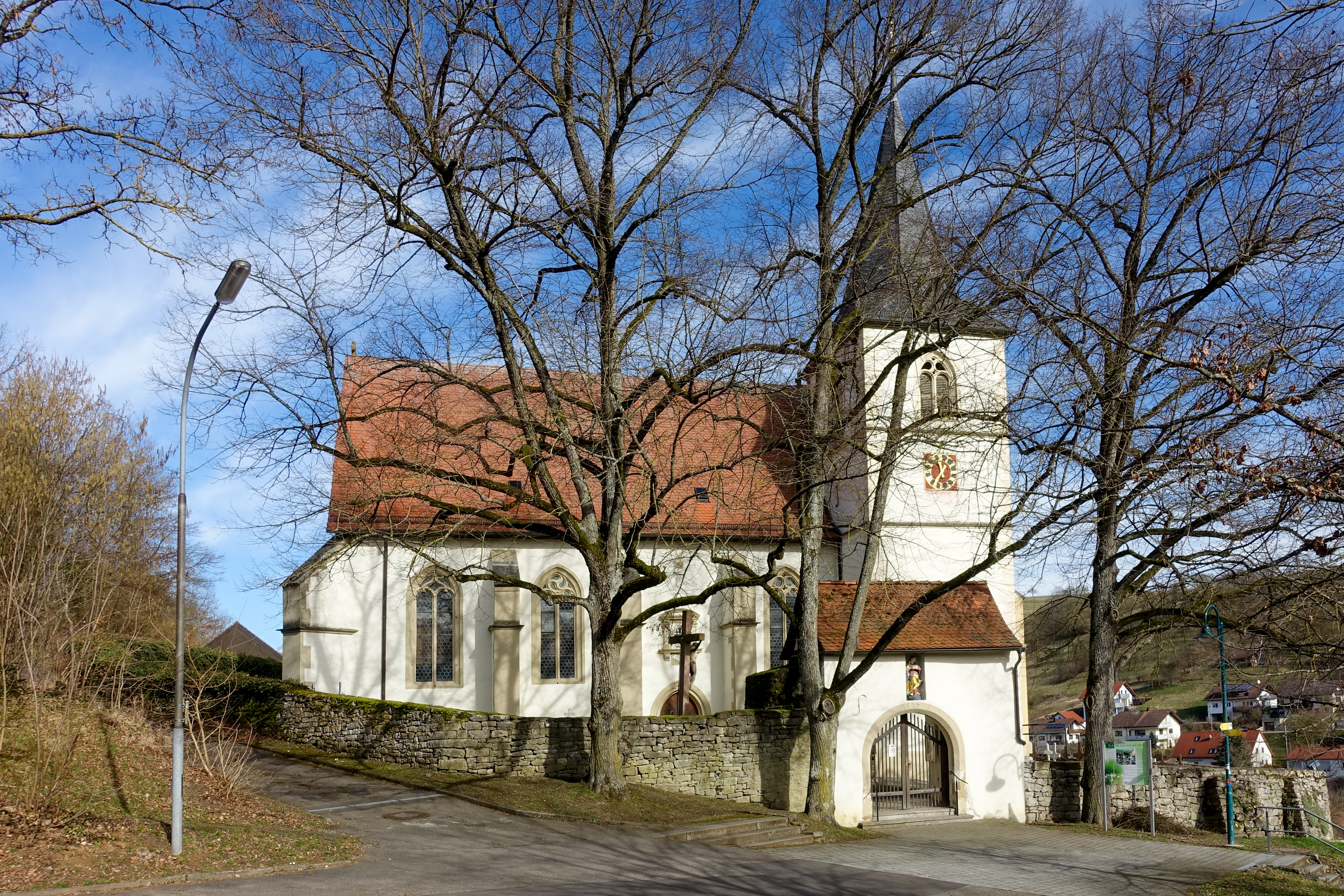
Martinskirche in Ailringen

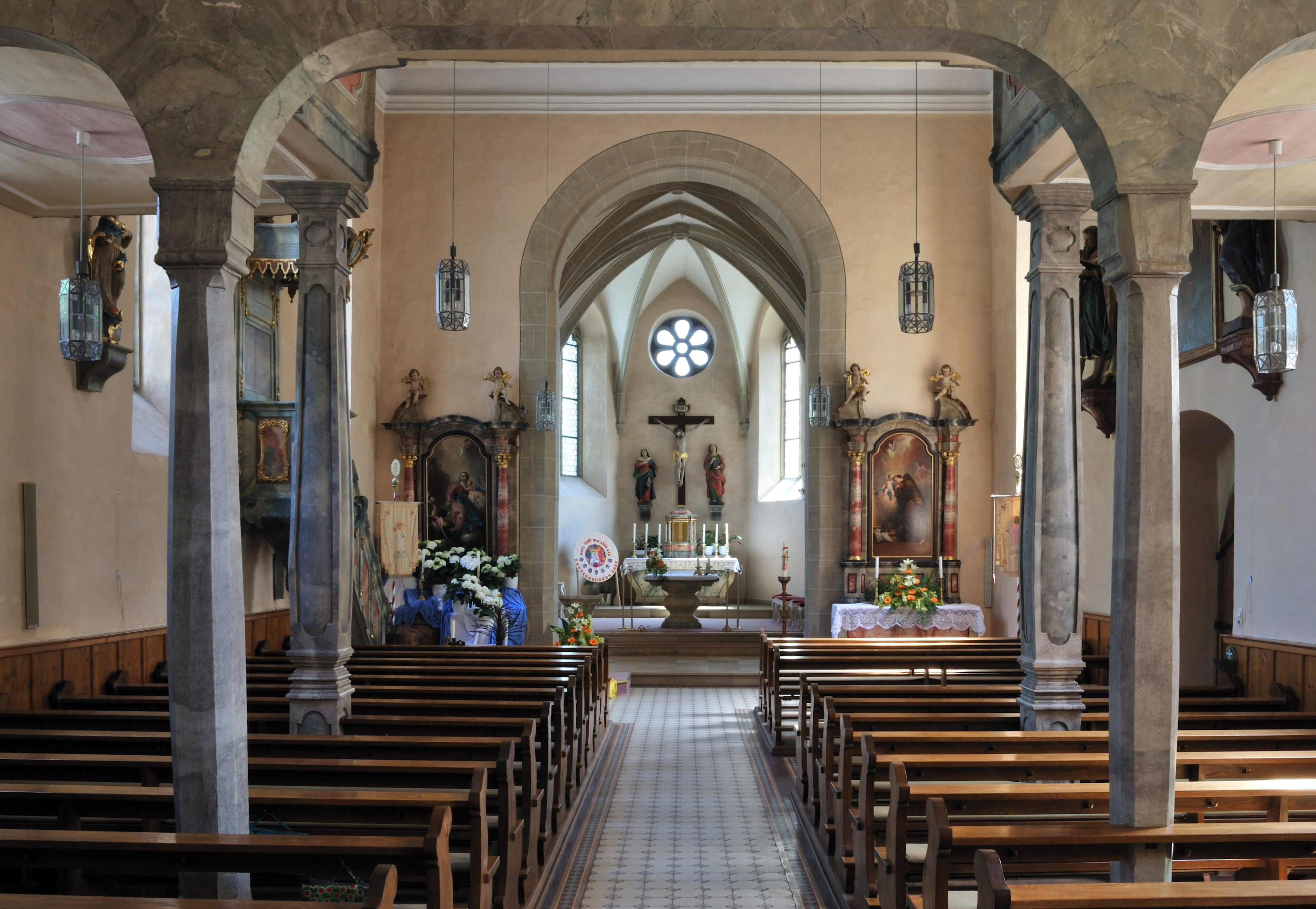
Innenansicht

Die römisch-katholische Martinskirche steht in Ailringen, einem Ortsteil der Gemeinde Mulfingen im Hohenlohekreis in Baden-Württemberg. Das Bauwerk ist beim Landesamt für Denkmalpflege Baden-Württemberg als Baudenkmal eingetragen. Die Pfarrkirche gehört zum Dekanat Hohenlohe in der Diözese Rottenburg-Stuttgart.

## Beschreibung
Die nachgotische Wehrkirche wurde 1621–29 unter dem Einfluss von Julius Echter von Mespelbrunn gebaut. Die Saalkirche besteht aus einem Langhaus, einem eingezogenen, dreiseitig geschlossenen Chor im Osten, die von Strebepfeilern gestützt werden, einem Chorflankenturm an der Südwand und der Sakristei an der Nordwand des Chors. 
Der Innenraum des Langhauses ist mit einer Flachdecke überspannt, die mit Bandelwerk verziert ist, der des Chors mit einem Kreuzrippengewölbe, das auf Konsolen aufsitzt. Auf der 1750 eingebauten Empore steht eine Schäfer-Orgel von 1833. Über dem Portal im Süden befindet sich das Altarretabel des ehemaligen, von den Statuen des Paulus und Petrus flankierten Hochaltars, auf dem der heilige Martin dargestellt ist. 